# Hypseleotris galii
Hypseleotris galii är en fiskart som först beskrevs av Ogilby, 1898.  Hypseleotris galii ingår i släktet Hypseleotris och familjen Eleotridae. Inga underarter finns listade i Catalogue of Life.